# Folketeatret
Le Folketeatret (en français : le Théâtre populaire), est un des plus vieux théâtres de Copenhague.
Le Folketeatret a été fondé en 1857 par le metteur en scène danois Hans Wilhelm Lange (da), qui le dirigea jusqu'à sa mort en 1873. Depuis sa création, le théâtre Folketeatret a vu défiler l'immense majorité des comédiens de théâtre danois.
En 2002, la comédie musicale Klokkeren fra Notre Dame, créée par le compositeur danois Knud Christensen dans ce théâtre, fut un très grand succès à Copenhague avant de partir en tournée dans tout le Danemark.